# BOBCATSSS
BOBCATSSS és un congrés internacional sobre biblioteconomia, informació i documentació. S'organitza anualment sota els auspicis de la BOBCATSSS Association (associació anomenada, fins al 2020, EUCLID, European Association for Library & Information Education and Research) amb la participació d'estudiants europeus d'aquestes disciplines. Aquest congrés és dirigit a estudiants, professors i professionals del camp de la biblioteconomia i les ciències de la informació.
BOBCATSSS és un acrònim de les ciutats fundadores del primer simposi, que va tenir lloc l'any 1993: Budapest, Oslo, Barcelona, Copenhaguen, Amsterdam, Tampere, Stuttgart, Szombately i Sheffield. En els últims anys, universitats d'altres ciutats també han participat en l'organització de l'esdeveniment: Borås, Riga, Kharkiv, Moscou, Tallinn, Torun, Varsòvia, Sofia, Ljubljana, Cracòvia, Bratislava, Praga, Osjiek, Zadar, Berlín, Potsdam, Porto, Ankara, Parma, Brno, París, Lió i Knoxville.

## Convocatòries realitzades

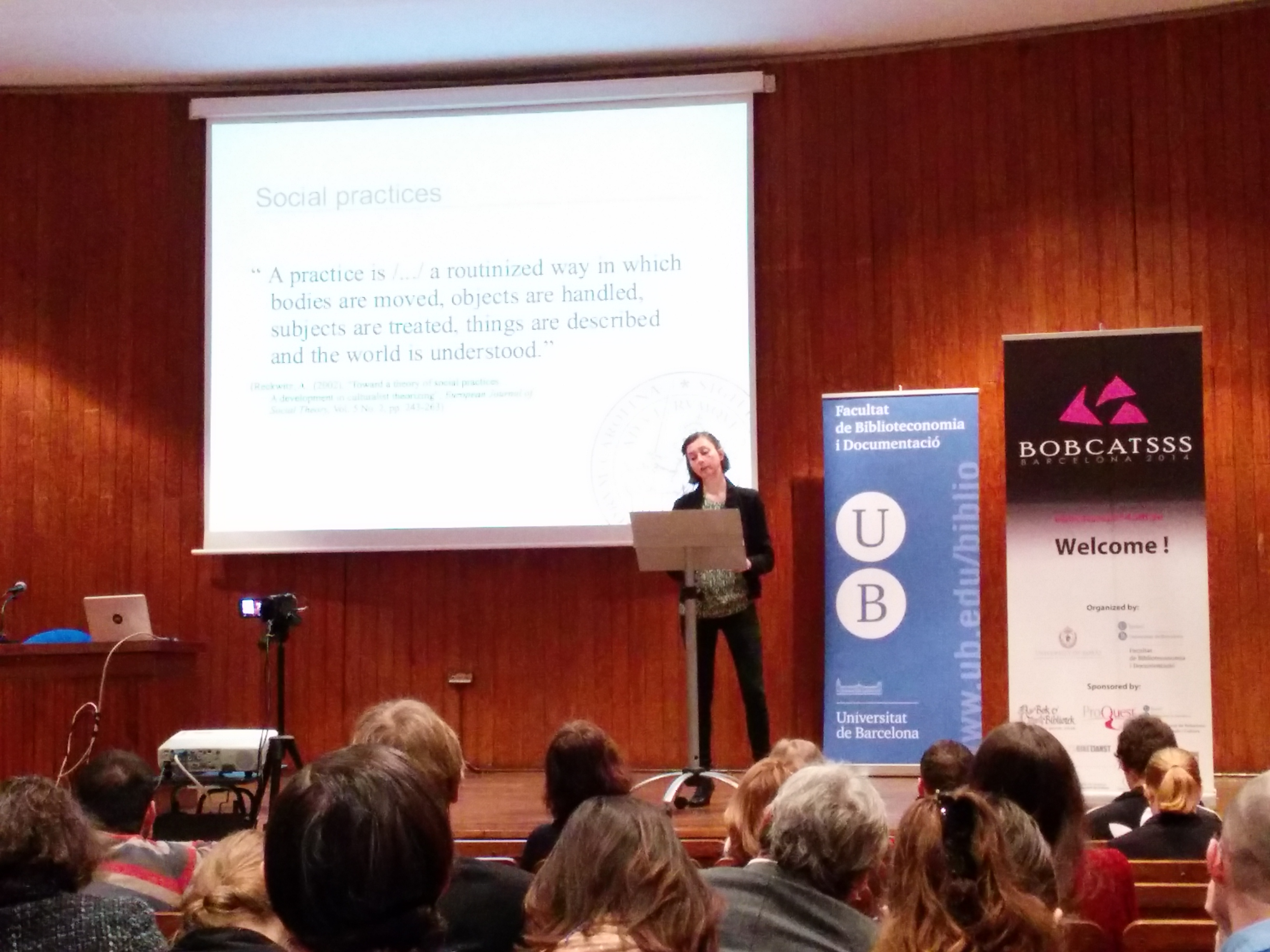
Sessió plenària de BOBCATSSS 2014 a la Facultat de Biblioteconomia i Documentació de la UB

| Any  | Lloc de celebració              | Tema |
| ---- | ------------------------------- | --- |
| 1993 | Budapest, Hongria               | The Role of Libraries Today, Tomorrow and Beyond                                                                    |
| 1994 | Budapest (Hongria)              | The Future of Librarianship                                                                                         |
| 1995 | Budapest (Hongria)              | Marketing and Development of New Information Products and Services in Europe                                        |
| 1996 | Budapest (Hongria)              | Quality of Information Services                                                                                     |
| 1997 | Budapest (Hongria)              | New Book Economy / International Symposium Marketing and Developing New Information Products and Services in Europe |
| 1998 | Budapest (Hongria)              | Shaping the Knowledge Society                                                                                       |
| 1999 | Bratislava (Eslovàquia)         | Learning Society - Learning Organisation - Lifelong Learning                                                        |
| 2000 | Cracòvia (Polònia)              | Intellectual Property versus The Right to Knowledge?                                                                |
| 2001 | Vílnius (Lituània)              | Knowledge, Information and Democracy in the Open Society: the Role of the Library and Information Sector            |
| 2002 | Portoroz (Eslovènia)            | Hum@n Beings and Information Specialists. Future Skills, Qualifications, Positioning                                |
| 2003 | Toruń (Polònia)                 | Information Policy and the European Union                                                                           |
| 2004 | Riga (Letònia)                  | Library and Information in Multicultural Societies                                                                  |
| 2005 | Budapest (Hongria)              | Librarianship in the information age                                                                                |
| 2006 | Tallinn (Estònia)               | Information, Innovation, Responsibility: Information professional in the Network Society                            |
| 2007 | Praga (República Txeca)         | Marketing of Information Services                                                                                   |
| 2008 | Zadar (Croàcia)                 | Providing access to information for everyone                                                                        |
| 2009 | Porto (Portugal)                | Challenges for the new information professional                                                                     |
| 2010 | Parma (Itàlia)                  | Bridging the Digital Divideix: Libraries providing access for all?                                                  |
| 2011 | Szombathely (Hongria)           | Finding New Ways |
| 2012 | Amsterdam (Països Baixos)       | Information in i-motion                                                                                             |
| 2013 | Ankara (Turquia)                | Collections to Connections: Turning the Libraries “Inside-Out”                                                      |
| 2014 | Barcelona (Catalunya, Espanya)  | Library (r)evolution: Promoting sustainable information practices                                                   |
| 2015 | Brno (República Txeca)          | Design, innovation, participation                                                                                   |
| 2016 | Lió (França)                    | Information, libraries, democracy                                                                                   |
| 2017 | Tampere (Finlàndia)             | Improving quality of life through information                                                                       |
| 2018 | Riga (Letònia)                  | The power of reading                                                                                                |
| 2019 | Osijek (Croàcia)                | Information and technology transforming lives: Connection, Interaction, Innovation                                  |
| 2020 | Marne-la-Vallée (París, França) | Information management, fake news and disinformation                                                                |
| 2021 | Porto (Portugal)                | Digital Transformation                                                                                              |
| 2022 | Debrecen (Hongria)              | Data and Information Science                                                                                        |
| 2023 | Oslo (Noruega)                  | A New Era - Exploring the Possibilities and Expanding the Boundaries                                                |
| 2024 | Coïmbra (Portugal)              | Information profession and sustainable development                                                                  |
| 2025 | Istanbul (Turquia)              | Artificial intelligence in library and information science: exploring the intersection                              |